# Freiburger Fußball-Club 1897 1979-1980
Questa voce raccoglie le informazioni riguardanti il Freiburger Fußball-Club 1897 nelle competizioni ufficiali della stagione 1979-1980.

## Stagione
Nella stagione 1979-1980 il Freiburger, allenato da Antun Rudinski e Bernd Hoss, concluse il campionato di 2. Bundesliga al 9º posto. In Coppa di Germania il Freiburger fu eliminato al secondo turno dall'Eintracht Francoforte.

## Rosa
| N. |                     | Ruolo | Calciatore          |
| -- | ------------------- | ----- | ------------------- |
|    | Germania (bandiera) | P     | Karl Armbrust       |
|    | Francia (bandiera)  | P     | Yves Bischoff       |
|    | Germania (bandiera) | P     | Wolfgang Dotzauer   |
|    | Germania (bandiera) | D     | Uli Bruder          |
|    | Germania (bandiera) | D     | Reinhold Fanz       |
|    | Germania (bandiera) | D     | Dieter Hug          |
|    | Grecia (bandiera)   | D     | Peter Karvouniaris  |
|    | Germania (bandiera) | D     | Udo Lay             |
|    | Germania (bandiera) | D     | Thomas Schneider    |
|    | Germania (bandiera) | D     | Heinrich Schnitzer  |
|    | Germania (bandiera) | D     | Dieter Steinwarz    |
|    | Germania (bandiera) | D     | Helmut Zahn         |
|    | Germania (bandiera) | C     | Andreas Braun       |
|    | Germania (bandiera) | C     | Heinz-Dieter Derigs |

| N. |                      | Ruolo | Calciatore         |
| -- | -------------------- | ----- | ------------------ |
|    | Austria (bandiera)   | C     | Buffy Ettmayer     |
|    | Germania (bandiera)  | C     | Michael Kuntze     |
|    | Germania (bandiera)  | C     | Alfred Metzler     |
|    | Germania (bandiera)  | C     | Karl-Heinz Mießmer |
|    | Danimarca (bandiera) | C     | Niels Poulsen      |
|    | Germania (bandiera)  | C     | Karl-Heinz Schulz  |
|    | Germania (bandiera)  | C     | Bernd Stobeck      |
|    | Germania (bandiera)  | C     | Bernd Vogtmann     |
|    | Germania (bandiera)  | C     | Heinz Wilhelmi     |
|    | Germania (bandiera)  | A     | Otmar Ludwig       |
|    | Germania (bandiera)  | A     | Jürgen Marek       |
|    | Germania (bandiera)  | A     | Werner Seubert     |
|    | Germania (bandiera)  | A     | Hans-Peter Widmann |

## Organigramma societario
Area tecnica
- Allenatore: Bernd Hoss
- Allenatore in seconda:
- Preparatore dei portieri:
- Preparatori atletici:

## Calciomercato

### Sessione estiva
| Acquisti | Acquisti       | Acquisti           | Acquisti |
| R.       | Nome           | da                 | Modalità |
| -------- | -------------- | ------------------ | -------- |
| C        | Niels Poulsen  | Monaco 1860        |          |
| D        | Reinhold Fanz  | Fortuna Düsseldorf |          |
| C        | Michael Kuntze | Wacker 04 Berlino  |          |
| A        | Otmar Ludwig   | Fortuna Colonia    |          |
| A        | Werner Seubert | Wacker Innsbruck   |          |
| C        | Heinz Wilhelmi | Wormatia Worms     |          |
| D        | Helmut Zahn    | Wormatia Worms     |          |

| Cessioni | Cessioni           | Cessioni              | Cessioni |
| R.       | Nome               | a                     | Modalità |
| -------- | ------------------ | --------------------- | -------- |
| C        | Karl-Heinz Bente   | Offenburger           |          |
| P        | Hubert Birkenmeier | N.Y. Cosmos           |          |
| A        | Karl-Heinz Bührer  | Waldhof Mannheim      |          |
| C        | Ulli Löffler       | Sportfreunde Freiburg |          |

### Sessione invernale
| Acquisti | Acquisti | Acquisti | Acquisti |
| R.       | Nome     | da       | Modalità |
| -------- | -------- | -------- | -------- |

| Cessioni | Cessioni | Cessioni | Cessioni |
| R.       | Nome     | a        | Modalità |
| -------- | -------- | -------- | -------- |

## Risultati

### 2. Bundesliga

#### Girone di andata
| Arbitro: | Dölfel |

|            |           |                                                  |
| Schulz 25’ | Marcatori | 8’ Klein 60’ (rig.) Drefahl 69’ Hofmann 81’ Wohl |

| Arbitro: | Engel |

|  |           |             |
|  | Marcatori | 37’ Seubert |

| Arbitro: | Schmoock |

|                 |           |  |
| Seubert 4’, 34’ | Marcatori |  |

| Arbitro: | Kühne |

|                              |           |                           |
| Leiendecker 23’ Novković 53’ | Marcatori | 46’ Ettmayer 77’ Wilhelmi |

| 22 agosto 1979 5ª giornata |  | – Turno di riposo |  |  |

| Arbitro: | Gschwender |

|                                                     |           |                                   |
| Zahn 43’ Seubert 63’ (rig.) Schulz 66’ Ettmayer 86’ | Marcatori | 65’, 89’ Lange 74’ Luy 76’ Walter |

| Arbitro: | Föckler |

|                               |           |                           |
| Groppe 35’ (rig.) Schmitt 85’ | Marcatori | 17’ Ettmayer 80’ Wilhelmi |

| Arbitro: | Schmoock |

|                                   |           |                                    |
| Braun 4’, 30’ Ettmayer 22’ (rig.) | Marcatori | 7’ Allgöwer 23’ Buchwald 37’ Voise |

| Arbitro: | Wilhelmi |

|            |           |              |
| Höcher 53’ | Marcatori | 54’ Wilhelmi |

| Arbitro: | Nickel |

|                         |           |                          |
| Schulz 20’ Wilhelmi 61’ | Marcatori | 78’ Schmitz 84’ Sommerer |

| Arbitro: | Luca |

|  |           |            |
|  | Marcatori | 90’ Schulz |

| Arbitro: | Dellwing |

|                                              |           |           |
| Krause 8’, 13’, 89’ Rothe 31’, 49’ Domes 41’ | Marcatori | 10’ Braun |

| Arbitro: | Joos |

|             |           |                     |
| Poulsen 27’ | Marcatori | 57’ Bührer 61’ Hein |

| Arbitro: | Scheffner |

|                                                                            |           |                  |
| Bergmann 3’, 60’ Kirschner 15’, 69’ (rig.) Klump 54’ Hinterberger 66’, 83’ | Marcatori | 80’, 85’ Seubert |

| Arbitro: | Langhans |

|                                  |           |  |
| Braun 12’ Poulsen 53’ Schulz 79’ | Marcatori |  |

| Arbitro: | Engel |

|                 |           |           |
| Tochtermann 13’ | Marcatori | 51’ Braun |

| Arbitro: | Dücker |

|           |           |  |
| Braun 85’ | Marcatori |  |

| Arbitro: | Hontheim |

|                                   |           |                                        |
| Bihn 12’ Klag 18’ Fanz 63’ (aut.) | Marcatori | 10’, 83’ Seubert 28’ Schulz 69’ Ludwig |

| Arbitro: | Dellwing |

|                        |           |  |
| Poulsen 34’ Schulz 36’ | Marcatori |  |

| Arbitro: | Kühne |

|                        |           |                        |
| Wiesner 8’ Günther 10’ | Marcatori | 35’ Seubert 52’ Schulz |

| Arbitro: | Ulm |

|                         |           |                          |
| Seubert 13’, 52’ (rig.) | Marcatori | 21’, 83’ (rig.) Krostina |

#### Girone di ritorno
| Francoforte sul Meno 19 gennaio 1980 22ª giornata | FSV Francoforte | 0 – 0 referto | Freiburger | Stadion am Bornheimer Hang (1 500 spett.)\| Arbitro: \| Gschwender \| |
| Arbitro:                                          | Gschwender      |               |            |                                                                       |

| Arbitro: | Linn |

|  |           |                               |
|  | Marcatori | 26’, 52’ Täuber 74’ Oberacher |

| Arbitro: | Scheffner |

|                                  |           |  |
| Eickels 7’ Traser 18’ Künkel 56’ | Marcatori |  |

| Arbitro: | Röder |

|                             |           |             |
| Seubert 68’ (rig.) Fanz 88’ | Marcatori | 61’ Müllner |

| 23 febbraio 1980 26ª giornata |  | – Turno di riposo |  |  |

| Arbitro: | Ermer |

|  |           |           |
|  | Marcatori | 80’ Marek |

| Arbitro: | Quindeau |

|                                                                               |           |                              |
| Ludwig 22’, 37’, 42’, 48’, 90’ Metzler 26’, 57’ Ettmayer 60’ Poulsen 61’, 79’ | Marcatori | 16’ Bruckhoff 81’ Milardovic |

| Arbitro: | Dahler |

|                                              |           |                     |
| Saile 30’ Dreher 45’ Nickel 45’ Allgöwer 55’ | Marcatori | 87’ (rig.) Ettmayer |

| Arbitro: | Kinzinger |

|  |           |                        |
|  | Marcatori | 13’ Ruhs 76’ Schwemmle |

| Arbitro: | Röder |

|                                   |           |             |
| Breuer 13’ Sommerer 20’ Brand 31’ | Marcatori | 81’ Poulsen |

| Arbitro: | Regneri |

|                                                |           |                             |
| Marek 23’ Wilhelmi 39’ Ettmayer 53’ Derigs 59’ | Marcatori | 59’ Weber 90’ (rig.) Seiler |

| Arbitro: | Schmidhuber |

|                       |           |                              |
| Weißberger 47’ (rig.) | Marcatori | 23’ Marek 52’ (rig.) Poulsen |

| Arbitro: | Glaw |

|                                                       |           |           |
| Marek 21’ Poulsen 33’ (rig.), 49’ Ettmayer 35’ (rig.) | Marcatori | 7’ Völler |

| Arbitro: | Walz |

|                   |           |           |
| Sebert 52’ (rig.) | Marcatori | 11’ Marek |

| Arbitro: | Dücker |

|                     |           |                         |
| Zahn 55’ Ludwig 90’ | Marcatori | 28’ Bergmann 78’ Lausen |

| Arbitro: | Dreher |

|           |           |                                       |
| Müller 2’ | Marcatori | 77’ (rig.) Marek 83’ Ludwig 86’ Braun |

| Arbitro: | Wilhelmi |

|                                  |           |                    |
| Ettmayer 29’ Ludwig 73’ Zahn 79’ | Marcatori | 36’ Löw 53’ Binder |

| Arbitro: | Walther |

|                                                  |           |                        |
| Lenz 18’ Fritsche 47’, 63’ Warken 85’ Gruler 88’ | Marcatori | 4’ Bruder 67’ Wilhelmi |

| Arbitro: | Gschwender |

|                       |           |                          |
| Marek 4’ Ettmayer 62’ | Marcatori | 13’ Mattern 54’ Oehrlein |

| Arbitro: | Könen |

|                                |           |            |
| Schrade 10’, 25’ Nußbaumer 73’ | Marcatori | 50’ Ludwig |

| Arbitro: | Joos |

|            |           |                                       |
| Ludwig 46’ | Marcatori | 7’ Krauth 36’ Becker 69’, 88’ Günther |

### Coppa di Germania
| Arbitro: | Clajus |

|                          |           |           |
| Seubert 65’ Ettmayer 73’ | Marcatori | 21’ Unger |

| Arbitro: | Joos |

|             |           |                                                |
| Seubert 80’ | Marcatori | 9’ Lorant 59’ Karger 70’ Hölzenbein 71’ Nickel |

## Statistiche

### Statistiche di squadra
| Competizione      | Punti | In casa | In casa | In casa | In casa | In casa | In casa | In trasferta | In trasferta | In trasferta | In trasferta | In trasferta | In trasferta | Totale | Totale | Totale | Totale | Totale | Totale | DR |
| Competizione      | Punti | G       | V       | N       | P       | Gf      | Gs      | G            | V            | N            | P            | Gf           | Gs           | G      | V      | N      | P      | Gf     | Gs     | DR |
| ----------------- | ----- | ------- | ------- | ------- | ------- | ------- | ------- | ------------ | ------------ | ------------ | ------------ | ------------ | ------------ | ------ | ------ | ------ | ------ | ------ | ------ | -- |
| 2. Bundesliga     | 43    | 20      | 9       | 6       | 5       | 49      | 38      | 20           | 6            | 7            | 7            | 29           | 45           | 40     | 15     | 13     | 12     | 78     | 83     | -5 |
| Coppa di Germania | -     | 2       | 1       | 0       | 1       | 3       | 5       | 0            | 0            | 0            | 0            | 0            | 0            | 2      | 1      | 0      | 1      | 3      | 5      | -2 |
| Totale            | 43    | 22      | 10      | 6       | 6       | 52      | 43      | 20           | 6            | 7            | 7            | 29           | 45           | 42     | 16     | 13     | 13     | 81     | 88     | -7 |

### Andamento in campionato
| Giornata  | 1  | 2  | 3 | 4 | 5  | 6  | 7 | 8  | 9  | 10 | 11 | 12 | 13 | 14 | 15 | 16 | 17 | 18 | 19 | 20 | 21 | 22 | 23 | 24 | 25 | 26 | 27 | 28 | 29 | 30 | 31 | 32 | 33 | 34 | 35 | 36 | 37 | 38 | 39 | 40 | 41 | 42 |
| --------- | -- | -- | - | - | -- | -- | - | -- | -- | -- | -- | -- | -- | -- | -- | -- | -- | -- | -- | -- | -- | -- | -- | -- | -- | -- | -- | -- | -- | -- | -- | -- | -- | -- | -- | -- | -- | -- | -- | -- | -- | -- |
| Luogo     | C  | T  | C | T |    | C  | T | C  | T  | C  | T  | T  | C  | T  | C  | T  | C  | T  | C  | T  | C  | T  | C  | T  | C  |    | T  | C  | T  | C  | T  | C  | T  | C  | T  | C  | T  | C  | T  | C  | T  | C  |
| Risultato | P  | V  | V | N |    | N  | N | N  | N  | N  | V  | P  | P  | P  | V  | N  | V  | V  | V  | N  | N  | N  | P  | P  | V  |    | V  | V  | P  | P  | P  | V  | V  | V  | N  | N  | V  | V  | P  | N  | P  | P  |
| Posizione | 17 | 16 | 8 | 7 | 11 | 11 | 9 | 11 | 11 | 11 | 8  | 11 | 13 | 14 | 12 | 12 | 11 | 10 | 8  | 8  | 8  | 8  | 8  | 9  | 8  | 9  | 8  | 7  | 9  | 10 | 10 | 9  | 9  | 9  | 9  | 9  | 8  | 7  | 9  | 7  | 9  | 9  |

Legenda:

Luogo: C = Casa; T = Trasferta. Risultato: V = Vittoria; N = Pareggio; P = Sconfitta.

### Statistiche dei giocatori
| Giocatore       | 2. Bundesliga | 2. Bundesliga | 2. Bundesliga | 2. Bundesliga | Coppa di Germania | Coppa di Germania | Coppa di Germania | Coppa di Germania | Totale   | Totale | Totale      | Totale     |
| Giocatore       | Presenze      | Reti          | Ammonizioni   | Espulsioni    | Presenze          | Reti              | Ammonizioni       | Espulsioni        | Presenze | Reti   | Ammonizioni | Espulsioni |
| --------------- | ------------- | ------------- | ------------- | ------------- | ----------------- | ----------------- | ----------------- | ----------------- | -------- | ------ | ----------- | ---------- |
| K. Armbrust     | 34            | 0             | 1             | 0             | 1                 | 0                 | 0                 | 0                 | 35       | 0      | 1           | 0          |
| Y. Bischoff     | 7             | 0             | 0             | 0             | 1                 | 0                 | 0                 | 0                 | 8        | 0      | 0           | 0          |
| A. Braun        | 30            | 7             | 2             | 0             | 2                 | 0                 | 0                 | 0                 | 32       | 7      | 2           | 0          |
| U. Bruder       | 21            | 1             | 2             | 0             | 2                 | 0                 | 0                 | 0                 | 23       | 1      | 2           | 0          |
| H. Derigs       | 19            | 1             | 3             | 0             | 0                 | 0                 | 0                 | 0                 | 19       | 1      | 3           | 0          |
| W. Dotzauer     | 0             | 0             | 0             | 0             | 0                 | 0                 | 0                 | 0                 | 0        | 0      | 0           | 0          |
| B. Ettmayer     | 34            | 10            | 1             | 0             | 2                 | 1                 | 0                 | 0                 | 36       | 11     | 1           | 0          |
| R. Fanz         | 19            | 1             | 3             | 2             | 0                 | 0                 | 0                 | 0                 | 19       | 1      | 3           | 2          |
| D. Hug          | 10            | 0             | 3             | 0             | 1                 | 0                 | 0                 | 0                 | 11       | 0      | 3           | 0          |
| P. Karvouniaris | 0             | 0             | 0             | 0             | 0                 | 0                 | 0                 | 0                 | 0        | 0      | 0           | 0          |
| M. Kuntze       | 3             | 0             | 0             | 0             | 0                 | 0                 | 0                 | 0                 | 3        | 0      | 0           | 0          |
| U. Lay          | 1             | 0             | 0             | 0             | 0                 | 0                 | 0                 | 0                 | 1        | 0      | 0           | 0          |
| O. Ludwig       | 23            | 11            | 2             | 1             | 0                 | 0                 | 0                 | 0                 | 23       | 11     | 2           | 1          |
| J. Marek        | 25            | 7             | 3             | 0             | 2                 | 0                 | 0                 | 0                 | 27       | 7      | 3           | 0          |
| A. Metzler      | 31            | 2             | 3             | 0             | 1                 | 0                 | 1                 | 0                 | 32       | 2      | 4           | 0          |
| K. Mießmer      | 22            | 0             | 3             | 0             | 0                 | 0                 | 0                 | 0                 | 22       | 0      | 3           | 0          |
| N. Poulsen      | 29            | 9             | 4             | 0             | 0                 | 0                 | 0                 | 0                 | 29       | 9      | 4           | 0          |
| T. Schneider    | 1             | 0             | 0             | 0             | 0                 | 0                 | 0                 | 0                 | 1        | 0      | 0           | 0          |
| H. Schnitzer    | 5             | 0             | 0             | 0             | 0                 | 0                 | 0                 | 0                 | 5        | 0      | 0           | 0          |
| K. Schulz       | 35            | 8             | 6             | 0             | 2                 | 0                 | 0                 | 0                 | 37       | 8      | 6           | 0          |
| W. Seubert      | 22            | 12            | 0             | 0             | 2                 | 2                 | 0                 | 0                 | 24       | 14     | 0           | 0          |
| D. Steinwarz    | 31            | 0             | 1             | 0             | 2                 | 0                 | 0                 | 0                 | 33       | 0      | 1           | 0          |
| B. Stobeck      | 6             | 0             | 0             | 0             | 0                 | 0                 | 0                 | 0                 | 6        | 0      | 0           | 0          |
| B. Vogtmann     | 19            | 0             | 2             | 0             | 2                 | 0                 | 0                 | 0                 | 21       | 0      | 2           | 0          |
| H. Widmann      | 1             | 0             | 0             | 0             | 0                 | 0                 | 0                 | 0                 | 1        | 0      | 0           | 0          |
| H. Wilhelmi     | 32            | 6             | 7             | 0             | 2                 | 0                 | 1                 | 0                 | 34       | 6      | 8           | 0          |
| H. Zahn         | 38            | 3             | 2             | 0             | 2                 | 0                 | 0                 | 0                 | 40       | 3      | 2           | 0          |